# Dimerandra emarginata
Dimerandra emarginata là một loài thực vật có hoa trong họ Lan. Loài này được (G.Mey.) Hoehne mô tả khoa học đầu tiên năm 1933.

## Hình ảnh

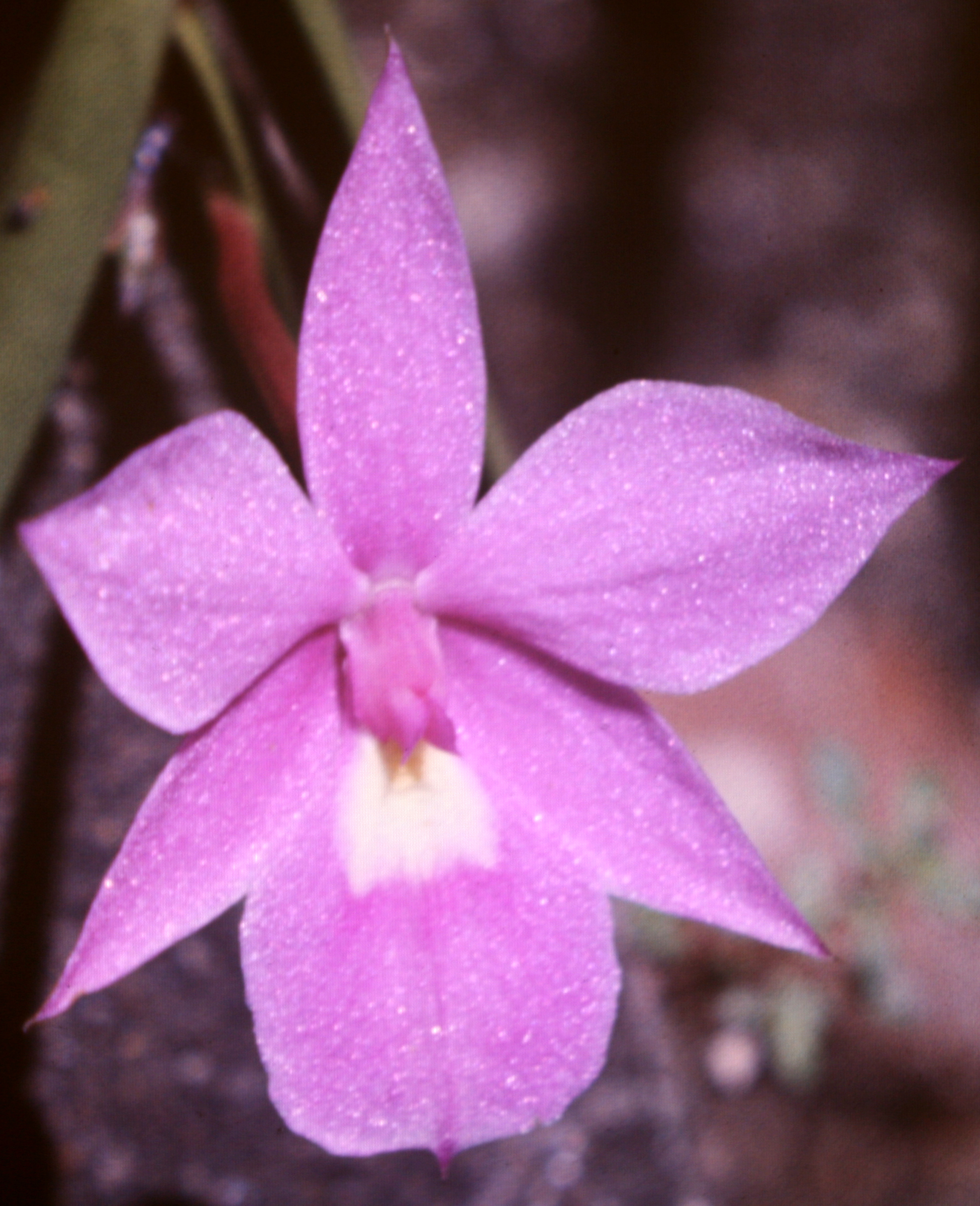
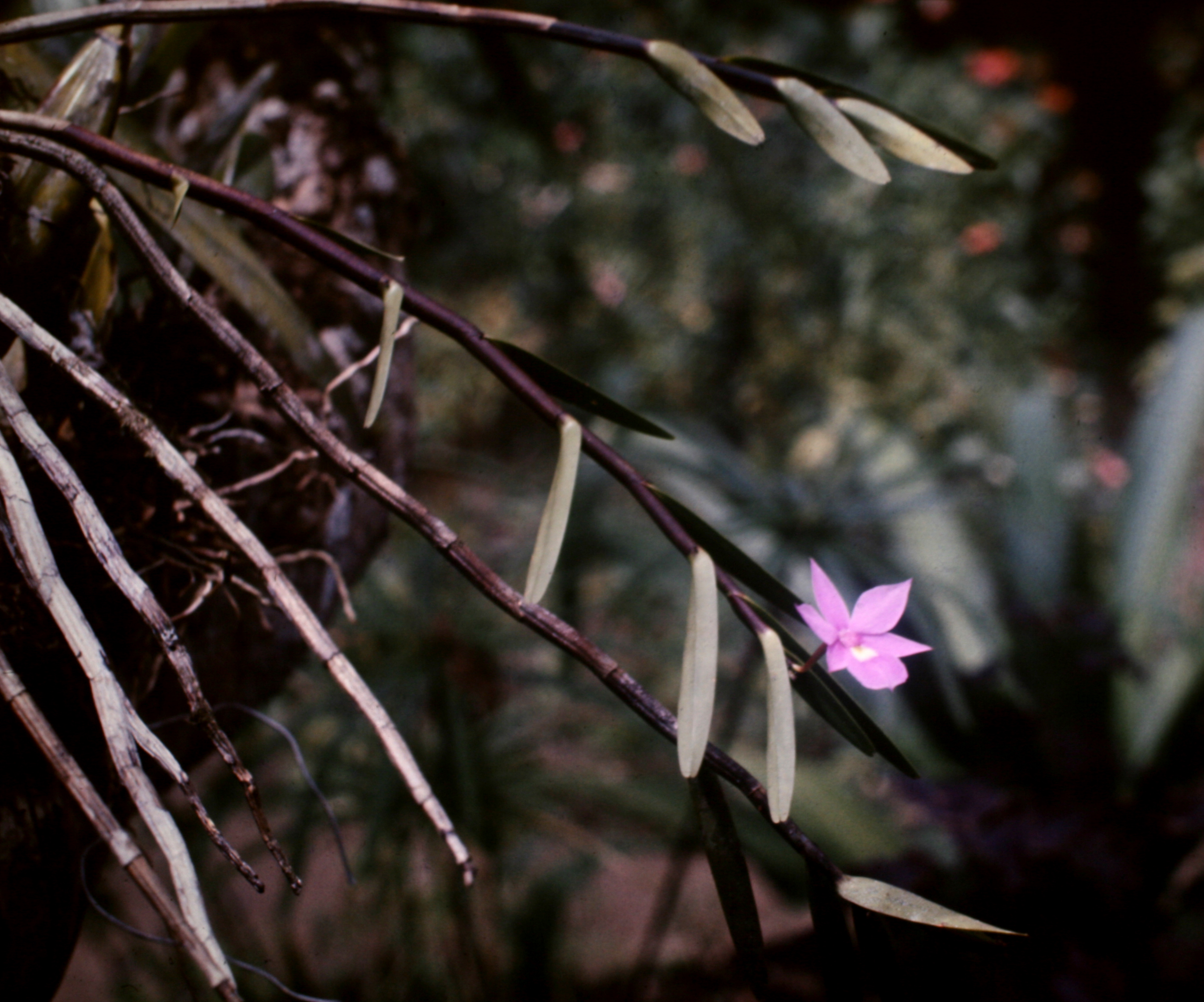
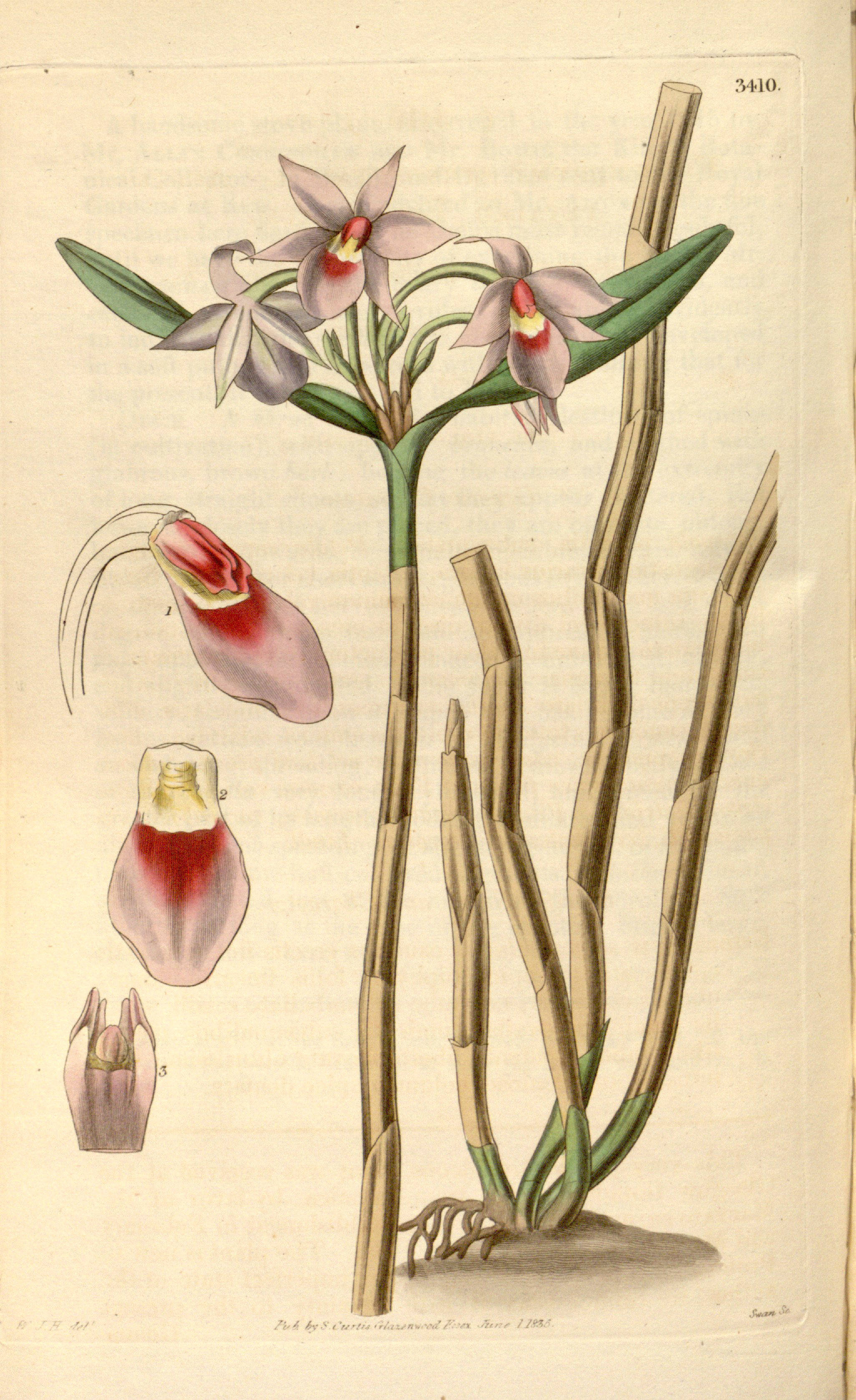